# Kerstin Andreae

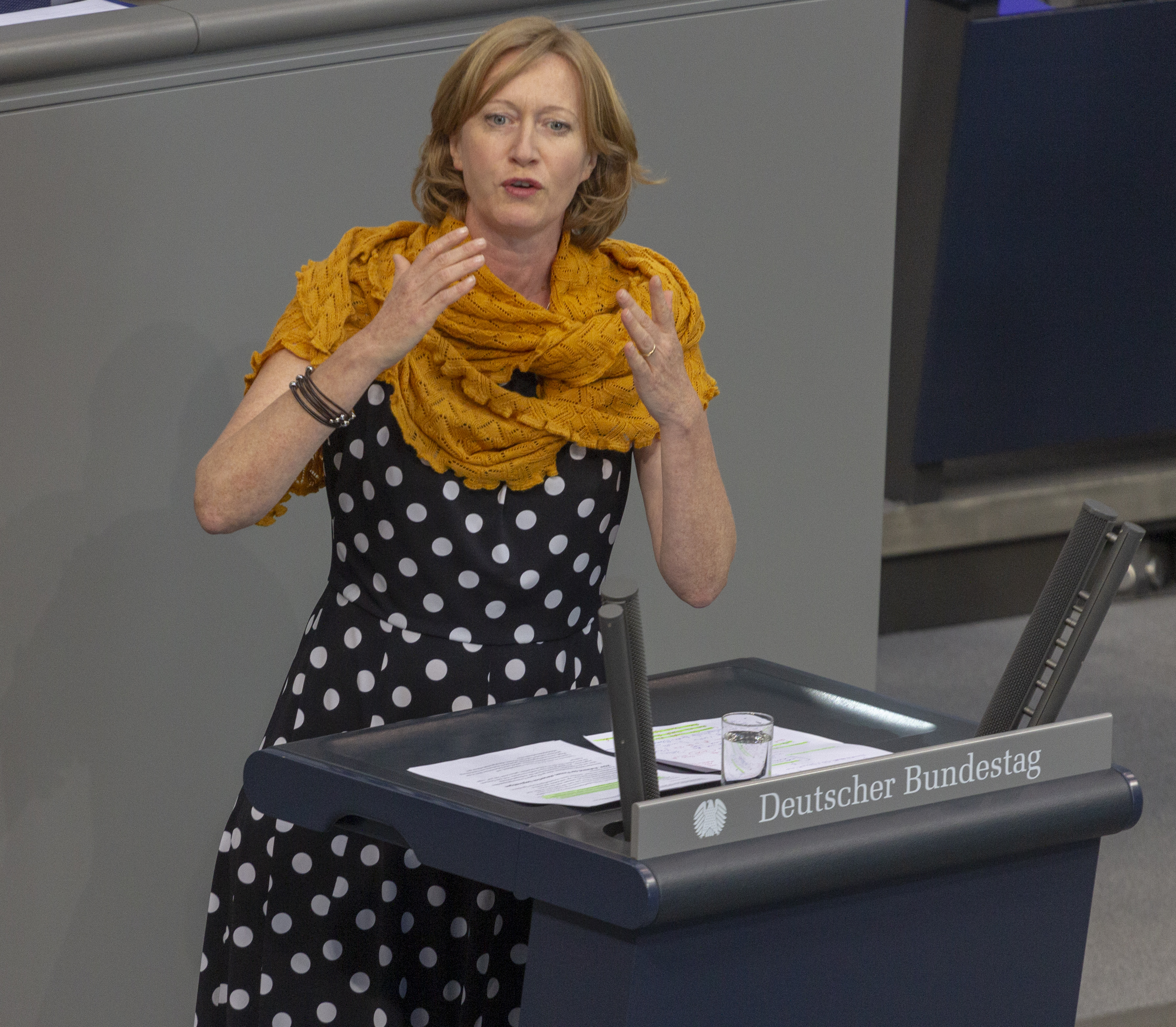
Kerstin Andreae, 2019 im Deutschen Bundestag

Kerstin Andreae (* 21. Oktober 1968 in Schramberg) ist eine ehemalige deutsche Politikerin (Bündnis 90/Die Grünen) und derzeit Lobbyistin. Sie war von 2002 bis 2019 Mitglied des Deutschen Bundestages und von Ende Februar 2012 bis Januar 2018 eine der fünf stellvertretenden Vorsitzenden der Bundestagsfraktion der Grünen. Seit dem 1. November 2019 ist sie Vorsitzende der Hauptgeschäftsführung des Bundesverbands der Energie- und Wasserwirtschaft.

## Leben

### Ausbildung und Beruf
Kerstin Andreae war als Jugendliche im Verband Christlicher Pfadfinderinnen und Pfadfinder im Schwarzwald aktiv. Nach dem Abitur 1988 am Gymnasium Schramberg studierte Andreae Politische Wissenschaft und Volkswirtschaftslehre an der Albert-Ludwigs-Universität Freiburg; 1996 wurde sie Diplom-Volkswirtin. Danach nahm sie eine Tätigkeit beim Unternehmen mediKUR – Agentur für Gesundheits- und Kurtechnologie in Hamm auf. 1998 wirkte sie als Pressereferentin und Wahlkampfkoordinatorin für Wilfried Telkämper (Telkämper war 1987 im Rahmen der Rotation der grünen Parlamentarier ins Europaparlament nachgerückt). Anschließend wechselte sie als Projektmanagerin an das Sozialwissenschaftliche Frauenforschungsinstitut der Evangelischen Fachhochschule Freiburg. Von 2001 bis 2002 arbeitete sie beim Projektentwickler „Das Grüne Emissionshaus“.

### Parteilaufbahn
Nachdem sie schon 1990 in die Partei Die Grünen eingetreten war, gehörte Andreae von der Verbandsgründung 1991 bis 1993 dem Landesvorstand der Grün-Alternativen Jugend Baden-Württemberg an. Von 1992 bis 1999 amtierte sie als Mitglied des Kreisvorstands der Grünen in Freiburg im Breisgau und von 1999 bis 2001 im Landesvorstand der Grünen in Baden-Württemberg.

## Abgeordnetentätigkeit
Ab der Bundestagswahl 2002 war sie Mitglied des Deutschen Bundestages. Andreae zog stets über die Landesliste Baden-Württemberg in den Bundestag ein. Auf den Landesparteitagen im Oktober 2008 und im Dezember 2012 wurde sie zur Spitzenkandidatin gewählt. Außerdem trat sie als Direktkandidatin im Wahlkreis Freiburg an.
Bis Februar 2007 war sie Sprecherin der Bundestagsfraktion Bündnis 90/Die Grünen für Kommunalpolitik und von 2005 bis 2007 Obfrau der Fraktion im Finanzausschuss. Von März 2007 bis März 2012 wirkte sie als Sprecherin der Fraktion für Wirtschaftspolitik und Obfrau im Ausschuss für Wirtschaft und Technologie.
Nach Fritz Kuhns Rücktritt als stellvertretender Fraktionsvorsitzender wurde die als Realo-Politikerin geltende Andreae am 28. Februar 2012 mit 41 von 58 Stimmen zu dessen Nachfolger gewählt.
Nach der Bundestagswahl 2013 kandidierte Andreae für den Fraktionsvorsitz der Grünen im Bundestag. In einer Abstimmung am 8. Oktober 2013 unterlag sie mit 20 von 61 Stimmen der ebenfalls dem Realo-Lager zugerechneten Katrin Göring-Eckardt (41 Stimmen).
Am 31. Oktober 2019 legte sie ihr Bundestagsmandat nieder, um zum Bundesverband der Energie- und Wasserwirtschaft zu wechseln. Für sie rückte Charlotte Schneidewind-Hartnagel nach.

### Politische Positionen
Kerstin Andreae steht für eine wirtschaftsfreundliche Politik. Sie fordert u. a. eine steuerliche Forschungsförderung für kleine und mittlere Unternehmen und eine „einfache und gerechte“ Erbschaftsteuer bei welcher hohe Vermögen mehr beitragen müssen. Zudem wirbt sie für eine neue „Gründungskultur“ in Deutschland und will dazu u. a. ein zinsfreies Gründungsdarlehen sowie regulatorische Erleichterungen für Gründer.
Am 8. Juli 2015 stellte sie zusammen mit den Grünen Anton Hofreiter und Oliver Krischer sowie den beiden Gutachtern Hans Diefenbacher (FEST Heidelberg) und Roland Zieschank (FU Berlin) den Jahreswohlstandsbericht vor. Dies ist eine neue Form der Wirtschaftsberichterstattung, bei dem nicht nur das reine Wachstum, sondern auch soziale und ökologische Potentiale eine zentrale Rolle spielen.
Andreae ist eine Befürworterin der Frauenquote und unterstützt den ESM.

## Lobbytätigkeiten
Am 5. August 2019 wurde bekannt, dass das Präsidium des Bundesverbandes der Energie- und Wasserwirtschaft Andreae zur Vorsitzenden der Hauptgeschäftsführung nominiert hat. Am 13. August 2019 wurde sie durch den Vorstand berufen, sie trat dieses Amt am 1. November 2019 an. Seither verdient sie Radio Dreyeckland zufolge jährlich rund 600.000 €.

## Privates
Andreae hat einen Sohn aus erster Ehe sowie eine Tochter und einen Sohn aus ihrer gegenwärtigen Ehe mit Volker Ratzmann, dem ehemaligen Fraktionsvorsitzenden von Bündnis 90/Die Grünen im Abgeordnetenhaus von Berlin. Ihre Schwester Susanne Andreae ist Ärztin und Autorin medizinischer Fachbücher. Kerstin Andreae ist evangelisch-lutherischer Konfession.